# Alteridade
Alteridade do latim alteritas ('outro') é a concepção que parte do pressuposto básico de que todo o ser humano social interage e é interdependente do outro. Assim, como muitos antropólogos e cientistas sociais afirmam, a existência do "eu-individual" só é permitida mediante um contato com o outro (que em uma visão expandida se torna o Outro, ou seja, a própria sociedade diferente do indivíduo). Assim, pode também se dizer que a alteridade é a capacidade de se colocar no lugar do outro na relação interpessoal (relação com grupos, família, trabalho, lazer e a relação que temos com os outros, etc...), com consideração, identificação e diálogo com o outro. Pode-se dizer também que a alteridade é a capacidade de enxergar o outro como um Sujeito, e não apenas como um corpo desprovido de vivências, subjetividade, e história, ou seja, desprovido de humanidade. A alteridade é a capacidade de enxergar e reconhecer a humanidade também presente no outro. É a capacidade de se deixar sensibilizar por este outro, relacionando-se com ele a partir da empatia, do interesse genuíno, da compreensão e do diálogo. Por fim, alteridade não significa que tenha de haver uma concordância, mas sim uma aceitação de ambas as partes.
Para além de uma prática ou um modo de se relacionar com o outro - ou o diferente - a Alteridade é, na verdade, um conjunto de reflexões epistemológicas tanto dentro da Antropologia, como da Filosofia, da Psicologia e da Psicanálise, ou seja: é um conceito em si mesmo, e bastante caro a alguns campos do conhecimento.

A importância da alteridade numa perspectiva antropológica:
Quando qualquer pessoa entra em contato com outra de cultura diferente, deve entender e compreender esta cultura sem emitir juízos de valor ou preconceituosos. Assim, é possível entender não só a cultura do outro, como também a nossa de forma mais ampla. A antropologia é conhecida como a ciência da alteridade, porque tem como objetivo o estudo do Homem na sua plenitude e dos fenômenos que o envolvem. Com um objeto de estudo tão vasto e complexo, é imperativo poder estudar as diferenças entre várias culturas e etnias. E como a alteridade é o estudo das diferenças e o estudo do outro, ela assume um papel essencial na antropologia. A alteridade é importante nas relações sociais, por exemplo, no combate ao racismo e a diversos outros tipos de preconceito, violência e objetificação contra os seres humanos.

## Definições
Relação de sociabilidade e diferença entre o indivíduo e a instância coletiva da qual faz parte, onde ambos interdependem na lógica de que para que se constitua uma individualidade é necessário que haja um coletivo. Dessa forma, o eu apenas existe a partir do outro, da visão deste outro, o que o permite também compreender o mundo a partir de um olhar diferenciado, partindo tanto do diferente quanto do si mesmo, sensibilizado pela experiência do contato e da comunicação com esse outro.
Segundo a enciclopédia Larousse (1998), alteridade é um “Estado, qualidades daquilo que é outro, distinto (antônimo de Identidade). Conceito da filosofia e psicologia: relação de oposição entre o sujeito pensante (o eu) e o objeto pensado (o não eu).” 
A “noção de outro ressalta que a diferença constitui a vida social, à medida que esta efetiva-se através das dinâmicas das relações sociais. sendo, a diferença é, simultaneamente, a base da vida social e fonte permanente de tensão e conflito” (G. Velho, 1996:10)
“A experiência da alteridade (e a elaboração dessa experiência) leva-nos a ver aquilo que nem teríamos conseguido imaginar, dada a nossa dificuldade em fixar nossa atenção no que nos é habitual, familiar, cotidiano, e que consideramos ‘evidente’. Aos poucos, notamos que o menor dos nossos comportamentos (gestos, mímicas, posturas, reações afetivas) não tem realmente nada de ‘natural’. Começamos, então, a nos surpreender com aquilo que diz respeito a nós mesmos, a nos espiar. O conhecimento (antropológico) da nossa cultura passa inevitavelmente pelo conhecimento das outras culturas; e devemos especialmente reconhecer que somos uma cultura possível entre tantas outras, mas não a única.”

## Todorov
Tal tema foi estudado ainda por Tzvetan Todorov em seu livro A conquista da América - a questão do outro, onde é estudado no contexto do descobrimento e a conquista da América no primeiro centenário após a primeira viagem de Colombo, basicamente no século XVI. Há ainda, contudo, menções a essas relações de alteridade em obras anteriores a Todorov, como por exemplo, em Michel de Montaigne, um dos autores dos textos a serem cruzados:
"Mas, para retornar a meu assunto, acho que não há nessa nação nada de bárbaro e de selvagem, pelo que me contaram, a não ser porque cada qual chama de barbárie aquilo que não é de costume; como verdadeiramente parece que não temos outro ponto de vista sobre a verdade e a razão a não ser o exemplo e o modelo das opiniões e os usos do país em que estamos".
Apontamentos podem ser feitos não só durante o processo de conquista e colonização da América, mas em toda a história do contato entre diferentes povos e culturas. Por exemplo, pode-se partir desde Cortés, que procurou conhecer o outro, buscando intérpretes e estabelecendo táticas de guerra. Surge aqui uma personagem curiosa: Malinche. Ela foi dada por Montezuma aos espanhóis e acaba sendo fundamental para o processo de conquista promovido por Cortés, pois sabia a língua dos maias e astecas e posteriormente também o espanhol. Para os indígenas é o símbolo da traição, para outros é o símbolo da mestiçagem, porque Malinche não é somente bilíngüe, mas também "bicultural", e adotou inclusive a ideologia do "outro". Deste modo, a humanidade do outro só foi concebida quando integrada à cultura do "eu", ocorrendo uma assimilação, uma integração da cultura do "outro" à europeia, no caso.
Avançando cronologicamente na História, é possível ainda encontrar relatos de relações de alteridade no texto "Descobrindo os brancos", de autoria de um índio ianomâmi chamado Davi Kopenawa Yanomaqui, já no século XX. Nele, as relações de alteridade mais uma vez são descritas, desta vez devido à invasão de suas terras, no estado brasileiro do Amazonas, por milhares de garimpeiros entre os anos de 1987 e 1990.
Assim, a análise crítica dessas obras pode levar à indagação de que, por vezes, os estudos históricos possam ser em parte o reflexo do modo de agir e pensar dos europeus na época da conquista, que tomaram a sua sociedade, os seus valores como o "correto" e o "modelo" a ser seguido pelos "outros".
Há outras ideias que podem ser relacionadas ao conceito de alteridade. Quando ligado à literatura, por exemplo. O "eu" que fala na obra não é mais o eu que escreve.